# Franz Schlick

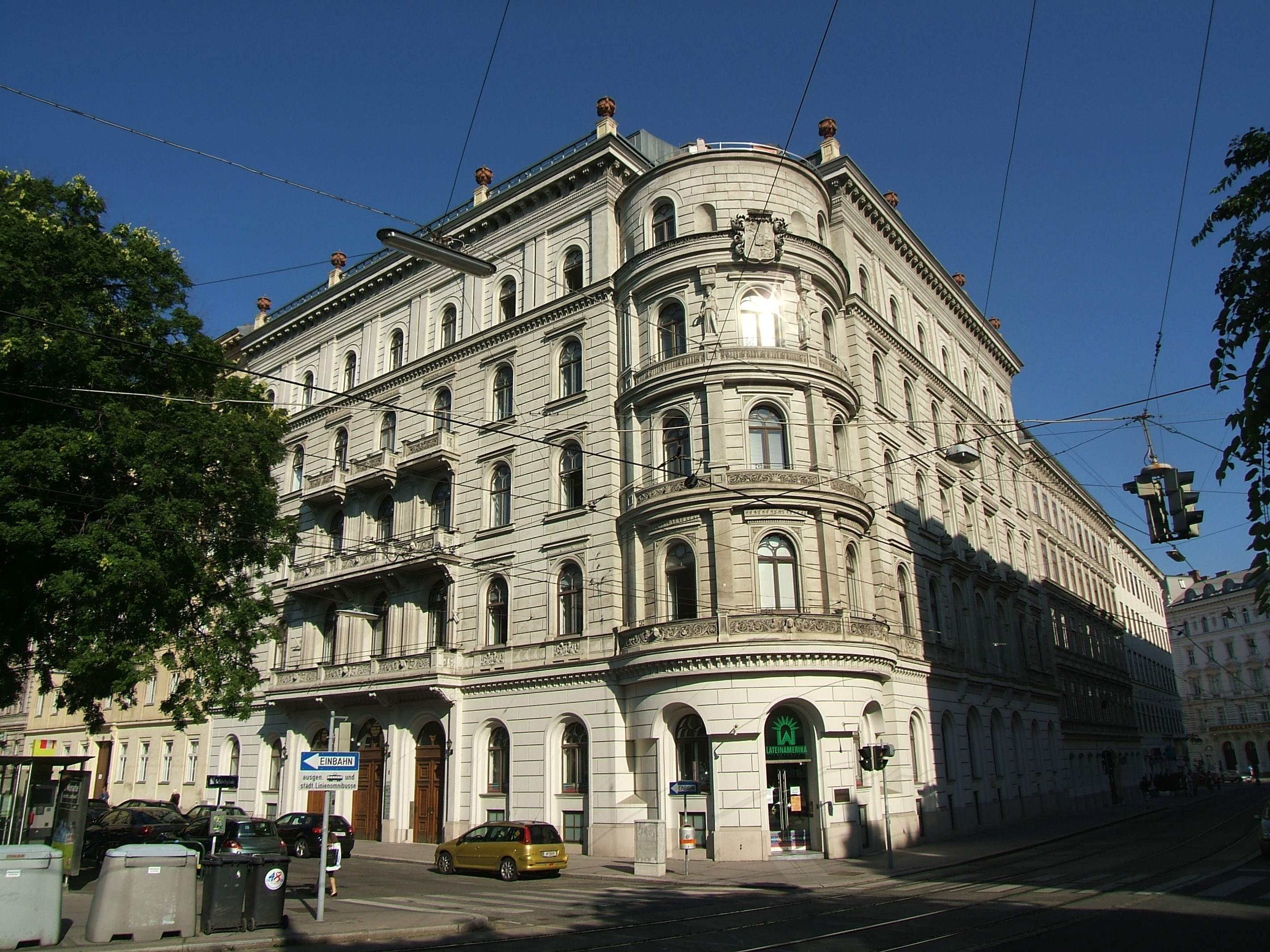
Palais Schlick, Viena.

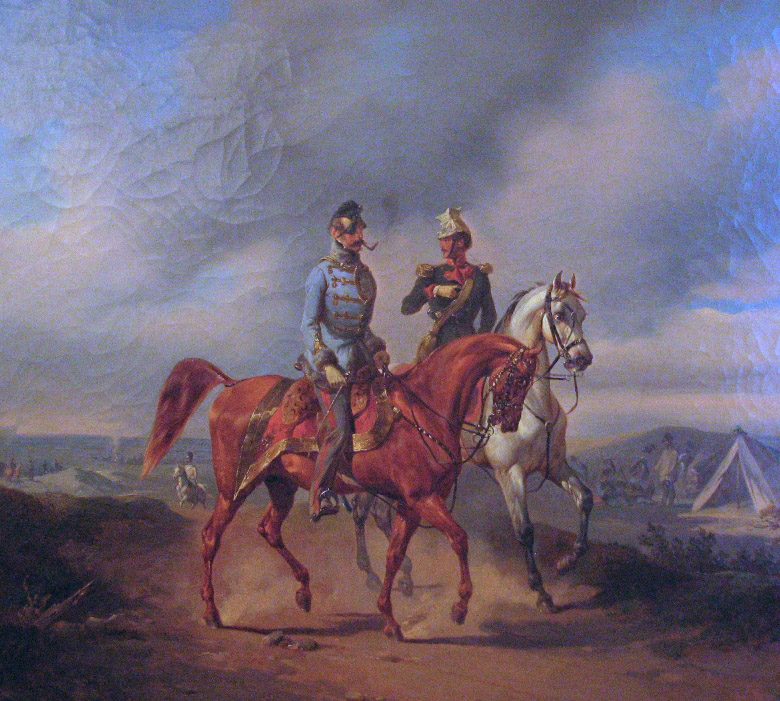
Retrato de Franz Joseph Heinrich von Schlik, Graf zu Bassano und Weißkirchen (1789-1862) por József Heicke (1852). Heeresgeschichtliche Museum (Museo de Historia Militar) de Viena.

El conde Franz Heinrich Schlick —también escrito Schlik— (23 de mayo de 1789-17 de marzo de 1862) fue un general con su propio regimiento de húsares incorporado al ejército del Imperio austríaco. Destacó durante la Revolución húngara de 1848 y en 1848 fue nombrado gobernador militar de Cracovia, Polonia.
Nacido en una familia de destacados militares y diplomáticos de Bohemia, estudió Derecho por el deseo expreso de su padre, aunque a la muerte de este, se unió al regimiento de coraceros franceses (cuirassiers). Perdió su ojo derecho en la batalla de Leipzig.
Fue nombrado comandante en jefe del Ejército de Galitzia en 1854 y comandante en jefe del II Ejército para la batalla de Solferino.
Encargó al arquitecto Carl Tietz la construcción, entre 1856 y 1858, del Palais Schlick en Viena.